# Caressa Savage
Caressa Savage (Fort Lauderdale, Florida; 14 de julio de 1966) es una actriz pornográfica y modelo erótica estadounidense retirada especializada en películas de temática lésbica.

## Biografía
Savage, nombre artístico de Sandee Smith, nació en julio de 1966 en Fort Lauderdale, la Venecia de América situada en el estado de Florida. Comenzó su carrera en la industria del entretenimiento en Los Ángeles, donde trabajó como bailarina y modelo de desnudos en locales como Rainbow Bar and Grill o el famoso club nocturno Whisky a Go Go.
En 1995, a los 29 años de edad, debutaría como actriz porno. Como explicaría en el libro Top Porn Stars Sex Tips and Tricks (2011), comenzó a trabajar en el porno haciendo solo trabajos con mujeres.
Como actriz, ha trabajado en películas de productoras como Bruce Seven, Vivid, VCA Pictures, Seduction, Sin City, Digital Dreams, Elegant Angel, Mystic, Digital Dreams o Legend, entre otras.
En 1997 recibió su primera nominación en los Premios AVN en la categoría de Mejor escena de sexo lésbico en grupo, premio que ganó en la temática de vídeo junto a Misty Rain y Missy por la película Buttslammers 13.
En 1998 volvió a los AVN con tres nominaciones bajo el brazo en la categoría de Mejor escena de sexo lésbico en grupo por las películas Anal Aristocrats (junto a Nici Sterling), Pussyman Takes Hollywood (con Summer Knight) y Violation of Brianna Lee (junto a Brianna Lee, Gina Rome, Julie Rage, Kiss y Sally Layd).
Al año siguiente volvería a alzarse en los AVN en la misma categoría con Buttslammers 16, junto a Roxanne Hall, obteniendo otra nominación por Taboo 17, nominada con Misty Rain.
Algunos títulos de su filmografía son Ass Play Aces, Babes Illustrated 5, Blaze, Captive, Femania, Flesh, Girl Power 7, Lesbian Therapy, Ona's Doll House, Palace of Pleasure o Sensuous Torture.
Se retiró como actriz porno en 2005, grabando hasta entonces un total de 213 películas.

## Premios y nominaciones
| Año  | Ceremonia    | Resultado | Premio                                | Trabajo                       |
| ---- | ------------ | --------- | ------------------------------------- | ----------------------------- |
| 1996 | Premios AVN  | Nominada  | Mejor escena de sexo lésbico en grupo | Assmania 2                    |
| 1996 | Premios AVN  | Nominada  | Mejor escena de sexo lésbico en grupo | Pussyman 9                    |
| 1996 | Premios AVN  | Nominada  | Mejor escena de sexo lésbico en grupo | Sorority Stewardesses         |
| 1996 | Premios AVN  | Nominada  | Mejor escena de sexo lésbico en grupo | The Voyeur 5                  |
| 1997 | Premios AVN  | Nominada  | Artista femenina del año              | —                             |
| 1997 | Premios AVN  | Ganadora  | Mejor escena de sexo lésbico en grupo | Buttslammers 13               |
| 1997 | Premios AVN  | Nominada  | Mejor escena de sexo lésbico en grupo | Anal Aristocrats              |
| 1997 | Premios AVN  | Nominada  | Mejor escena de sexo lésbico en grupo | Buttslammers 12: Anal Madness |
| 1998 | Premios AVN  | Nominada  | Mejor escena de sexo lésbico en grupo | Anal Aristocrats              |
| 1998 | Premios AVN  | Nominada  | Mejor escena de sexo lésbico en grupo | Pussyman Takes Hollywood      |
| 1998 | Premios AVN  | Nominada  | Mejor escena de sexo lésbico en grupo | Violation of Brianna Lee      |
| 1999 | Premios AVN  | Ganadora  | Mejor escena de sexo lésbico en grupo | Buttslammers 16               |
| 1999 | Premios AVN  | Nominada  | Mejor escena de sexo lésbico en grupo | Taboo 17                      |
| 1999 | Premios XRCO | Nominada  | Mejor escena de sexo lésbico          | Buttslammers 16               |
| 1999 | Premios XRCO | Nominada  | Mejor escena de sexo lésbico          | All American Pussy Search     |